# جوزيف لوكونت
جوزيف لوكونت (بالإنجليزية: Joseph LeConte)‏ (مواليد 26 فبراير 1823-6 يوليو 1901)، الولايات المتحدة الأمريكية، هو طبيب وإحاثي وجيولوجي وفيزيائي ومحفاظ على البيئة أمريكي وأول أستاذ للجيولوجيا في جامعة كاليفورنيا.

## النشأة
ولد جوزيف في مقاطعة ليبيرتي في جورجيا للويس لو كونتي وآن كوارترمان. وتلقى تعليمه في كلية فرانكلين في أثينا في جورجيا، بعد التخرج في عام 1841، درس الطب وحصل على شهادة طبية من كلية الأطباء والجراحين بجامعة كولومبيا في عام 1845. (في عام 1844 سافر مع ابن عمه جون لورانس لوكونت لأكثر من ألف ميل على طول الجزء العلوي من نهر المسيسيبي.) بعد ممارسة مهنته لمدة ثلاث أو أربع سنوات في ماكون دخل جامعة هارفارد لدراسة التاريخ الطبيعي تحت لويس أغاسيز.

## الحياة المهنية
بعد تخرجه من جامعة هارفارد في عام 1851 رافق أغاسيز في رحلة استكشافية لدراسة الشعاب المرجانية في فلوريدا. ولدى عودته أصبح أستاذ العلوم الطبيعية في جامعة أوغليثورب، التي كانت تقع في ميدوي، جورجيا في ذلك الوقت، ومنذ كانون الأول / ديسمبر 1852 حتى عام 1856 أستاذ التاريخ الطبيعي والجيولوجيا في كلية فرانكلين. من 1857 إلى عام 1869 انضم إلى هيئة التدريس في جامعة ولاية كارولينا الشمالية كأستاذ للفيزياء وأول أستاذ للجيولوجيا والتاريخ الطبيعي وعلم النبات في الجامعة، وهي الوظيفة التي بقي يمارسها حتى وفاته.
في عام 1874 رُشِّح إلى الأكاديمية الوطنية للعلوم. وكان رئيس الرابطة الأمريكية لتقدم العلوم في عام 1892، ورئيس الجمعية الجيولوجية الأمريكية في عام 1896.

## الحياة الخاصة
في 14 يناير 1846، تزوج من كارولين نيسبيت، وأنجبوا أربعة أطفال: إيما فلورنسا لو كونتي وسارة إليزابيث لو كونتي وكارولين إيتون لو كونتي وجوزيف نيسبيت لو كونتي.

## الوفاة
توفي بنوبة قلبية في كاليفورنيا في 6 يوليو 1901.

## وصلات خارجية
- أعمال أو نبذة عن جوزيف لوكونت على أرشيف الإنترنت
- LeConte Memorial Lodge in Yosemite Valley, a national historic landmark
- National Academy of Sciences Biographical Memoir